# قربانعلی قندهاری
قربان‌علی قندهاری (زادهٔ ۱۳۳۷ در گرگان – درگذشتهٔ ۲۷ اردیبهشت ۱۳۸۰) نمایندهٔ حوزهٔ انتخابیهٔ گرگان در دورهٔ ششم مجلس شورای اسلامی بوده‌است که پیش‌تر در دورهٔ پنجم نیز عضو این مجلس بود.
وی در حادثهٔ هواپیمای یاک ۴۰ در تاریخ ۲۷ اردیبهشت ۱۳۸۰ کشته شد.